# Actinopus lucasae
Espèce
Actinopus lucasae est une espèce d'araignées mygalomorphes de la famille des Actinopodidae.

## Distribution
Cette espèce est endémique du département de Santa Cruz en Bolivie,. Elle se rencontre vers Cotoca.

## Description
La femelle décrite par Miglio, Pérez-Miles et Bonaldo en 2020, de manière erronée sous le nom Actinopus wallacei, mesure 19,12 mm, les femelles mesurent de 10,87 à 19,12 mm.

## Systématique et taxinomie
Cette espèce a été décrite par Sherwood et Ríos-Tamayo en 2023.

## Étymologie
Cette espèce est nommée en l'honneur de Sylvia Marlene Lucas.

## Publication originale
- Sherwood, Ríos-Tamayo, Pett & Hinchcliffe, 2023 : « On the specimens of Actinopus Perty, 1833 deposited in the Natural History Museum, London, with redescriptions, first description of missing sexes, and notes on other taxa (Araneae: Actinopodidae). » ZooNova, vol. 27, p. 1-31.